# Riacho Frio
Riacho Frio är en kommun i Brasilien.   Den ligger i delstaten Piauí, i den östra delen av landet, 700 km nordost om huvudstaden Brasília. Antalet invånare är 4 238.
Omgivningarna runt Riacho Frio är huvudsakligen savann. Trakten runt Riacho Frio är nära nog obefolkad, med mindre än två invånare per kvadratkilometer.